# Celestus enneagrammus
Celestus enneagrammus är en ödleart som beskrevs av  Cope 1860. Celestus enneagrammus ingår i släktet Celestus och familjen kopparödlor. IUCN kategoriserar arten globalt som livskraftig. Inga underarter finns listade i Catalogue of Life.